# Johann Evangelist Brandl

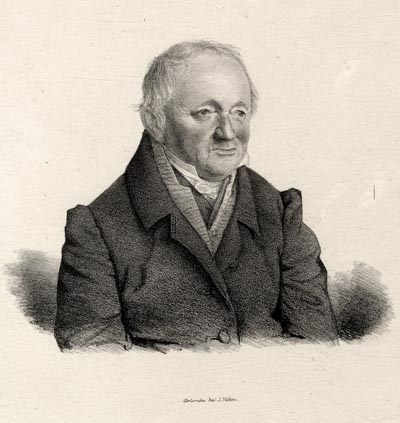
Brandl

Johann Evangelist Brandl (* 14. November 1760 in Kloster Rohr bei Regensburg (?); † 25. Mai 1837 in Karlsruhe) war ein deutscher Komponist und Geiger.

## Leben und Wirken
Johann Evangelist Brandl erhielt den ersten Musikunterricht mit 6 Jahren und war 1770 in einem Kloster in München und Kapellknabe am Hofe. Der Umgang mit Johann Evangelist Valesi, Andrea Bernasconi und Johann Lukas Schubaur bestimmte ihn zur Musik. Ab 1774 erhielt er Unterricht als Seminarist in Neuburg an der Donau und wechselte 1778 nach Eichstätt, wo er seine Studien bei R. Schlecht fortsetzte. Nach einem kurzen Klosteraufenthalt ging er 1779 mit dem Geiger Westermaier auf Konzertreise, auf der er mit seinem Violinspiel und seinen Kompositionen große Erfolge hatte. 1784 fand er eine Anstellung als Hofkapellmeister des Fürsten Ludwig Carl Franz Leopold zu Hohenlohe-Waldenburg-Bartenstein und wurde 1789 Hofmusikdirektor in Bruchsal, beim Speyerer Fürstbischof August von Limburg-Stirum, einem Verwandten der Fürstin.
Nachdem Bruchsal an Baden gefallen war, wurde das Orchester 1806 aufgelöst, die meisten Musiker, auch Brandl, wurden in die Badische Hofkapelle in Karlsruhe eingegliedert. Brandl wurde zunächst 2. Kapellmeister mit dem Patent als 1. Geiger, später als 1. Kapellmeister. Er hatte diese Funktion bis zu seinem Tod. In Karlsruhe schloss er sich der Freimaurerloge Karl zur Einigkeit an.
Bereits seine ersten Kompositionen fanden gute Kritiken und seine späteren Werke wurden sogar im Ausland bekannt. Seine Zeitgenossen hielten ihn für einen der bedeutendsten und achtungswerthesten Componisten unserer Zeit.
Musikalisch stehen seine Kompositionen, auch wenn sie eine Nähe zu denen Mozarts und Haydns aufweisen, „zwischen den Welten“ – sie weisen bereits über die klassische Formsprache hinaus und nehmen virtuose Elemente und bisweilen verblüffende harmonische Wendungen der Romantik vorweg.
Aus seinem Nachlass sind Messen, Oratorien, Opern, Lieder und Gesänge nach Texten von Christian Schubart, Eulogius Schneider, Franz Schütt (1773-~1845) und anderer Dichter, Symphonien und andere Orchesterwerke. Bekannt sind auch seine Quartette (Streichquartette op. 17 ist Joseph Haydn gewidmet) sowie Quintette verschiedener Besetzungen. Es dominieren die aus Streichern und Bläsern bestehenden Besetzungen; seine Flötenquartette op. 40 sind dafür sehr typische Beispiele. Besondere Beachtung verdienen seine Kammermusikwerke, in denen das Fagott eine führende Rolle spielt.

## Opern
- Triumph des Vaterherzens. Libretto von Wilhelm Vogel. Oper 2 Akte. Uraufführung am 15. Januar 1811 in Karlsruhe.
- Omar der Gute. Oper 1 Akt. UA 24. August 1811 in Karlsruhe
- Nanthild, das Mädchen von Valbella. (Libretto von E. von Biedenfeld). Oper 3 Akte. UA 19. Mai 1813 in Karlsruhe

## CD-Aufnahmen
- Fagottquintette op. 14 & op. 52 Nr. 1 & 2. Calamus-Ensemble. Label: MDG (2002)
- Quintette für Fagott, Klavier & Streichtrio opp. 13, 61, 62. Calamus-Ensemble. Label: MDG (2003)